# René Lalique

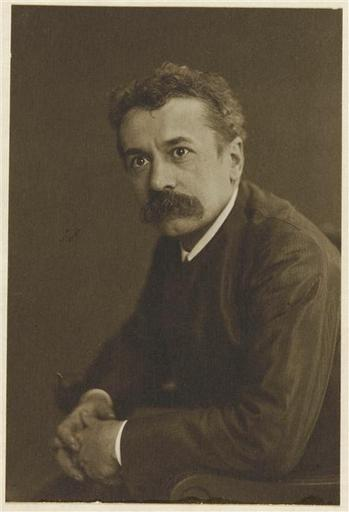
René Lalique in 1906

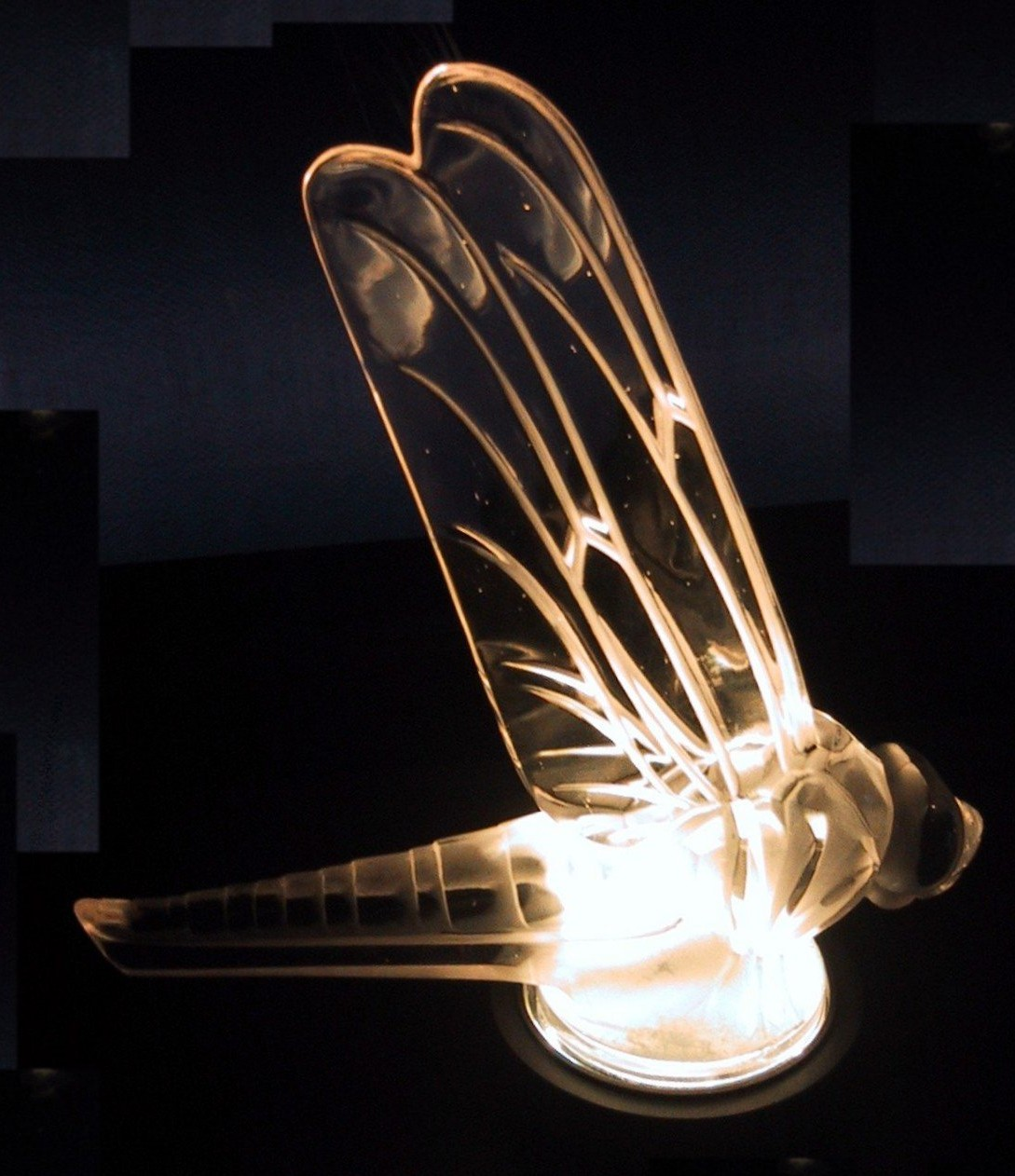
Motorkapornament

René Jules Lalique (Aÿ, 6 april 1860 — Parijs, 1 mei 1945) was een Franse edelsmid en glaskunstenaar wiens werk tot de art nouveau en art deco wordt gerekend. Veel van zijn juwelen maakte hij in opdracht voor bijvoorbeeld Sarah Bernhardt en zijn belangrijkste opdrachtgever Calouste Gulbenkian.

## Ontwerper
Op zestienjarige leeftijd ging Lalique in de leer bij de Parijse juwelier Louis Aucoc. Daarna studeerde hij tussen 1878 en 1880 aan het Sydenham Art College in Londen. Na zijn terugkeer in Frankrijk werkte hij voor onder andere Aucoc, Cartier en Boucheron.
In 1882 werd hij freelance ontwerper voor verschillende huizen en vier jaar later opende hij zijn eigen bedrijf. In 1890 gold Lalique als een van de belangrijkste juwelenontwerpers van de Franse art nouveau. Hij maakte innovatieve ontwerpen voor de Parijse winkel van Samuel Bing: La Maison de l'Art Nouveau. In 1900 nam Lalique deel aan de Wereldtentoonstelling in Parijs.
Flora, fauna en de vrouwelijke vormen zijn de grote inspiratiebronnen van de art nouveau. Lalique maakte sieraden die qua vorm zijn gebaseerd op onder meer pauwen, libellen, bloemen en slangen. Hij gebruikte daarbij materialen die tot op dat moment ongebruikelijk waren in de haute joaillerie: glas, email, leer, hoorn en schelpen. Lalique koos voor bepaalde stenen op grond van kleur, luciditeit, glans en vorm, en niet noodzakelijkerwijs op exclusiviteit of kostbaarheid. Daarmee brak hij met de tot dat moment gangbare traditie van het historisme en de voorliefde voor kostbaarheid. Lalique stelde in tegenstelling tot zijn voorgangers en tijdgenoten het ontwerp op de eerste plaats. De door hem getekende ontwerpen werden uitgevoerd door een groep ciseleurs, emailleurs en beeldhouwers.

## Parfumflacons
Tussen François Coty, die een bekende apotheker was in Parijs, en Lalique kwam een zakelijke relatie tot stand die leidde tot een van Laliques eerste parfumflacons: 'Ambre Antique' (1906). Coty had gevraagd de naametiketten te ontwerpen, maar Lalique wilde het volledige flesje vormgeven. De parfumflacons van Réne Lalique waren een huwelijk tussen hoge designstandaards en goedkope massaproductie. Door chemicaliën te gebruiken voor parfum kon dit in grotere, dus goedkopere, oplagen verschijnen, wat zijn neerslag had op de massaproductie van flacons.
Aanvankelijk werden de flesjes geproduceerd bij Verreries Legras in Saint-Denis. In 1909 was de vraag naar flacons van Lalique zo groot dat hij een eigen glasfabriek opende in Combs-la-Ville.
De flesjes waren vrij van bubbels en andere imperfecties. Het glas was demi-kristal; het bezat twaalf procent loodoxide, terwijl voor kristal vierentwintig procent vereist is. Na de uitvinding en uitvoering van een metalen mal hadden de flesjes een hogere (productie)kwaliteit. Twee gedeeltelijk automatische technieken hiervoor waren: aspiré soufflé, waarbij de hete glasmassa tegen de mal wordt geblazen, en de pressé soufflé-techniek, waarbij de mal zelf een vacuüm creëert.
Lalique heeft ook parfumflacons ontworpen voor het huis Worth, dat zijn grootste cliënt werd. Een van de flacons, Dans la Nuit, omvat het parfum met zijn mysterieuze blauwe kleur als een koele koude mist die over het geurende water zweeft. Het doet denken aan oude Grieks-Romeinse geurflacons die zeker in de smaak gevallen zouden zijn in de voorafgaande neoclassicistische periode. Alhoewel het flesje gemaakt is in 1920, doet het denken aan een ontwerp dat het midden houdt tussen de art-decoperiode en het neoclassicisme.
De invloed van het japonisme had ook zijn neerslag op enkele ontwerpen, zoals Le Corail Rouge, (voor Farvil, c. 1925) en Muguet (c. 1930). Het laatste ontwerp was zodanig moeilijk om uit te voeren, omwille van de driedimensionale uitwerking van lelietjes-van-dalen, dat er daarna een nieuw ontwerp is gekomen: Clairfontaine (c. 1930). Het Muguet-flacon was een glashelder eenvoudig flesje, maar de stop was als een boeket lelietjes-van dalen die het parfum opslurpten. De Clairfontaine-flacon had vele gelijkenissen met het vorige maar had een vlakke stop. Deze techniek zou later veel gebruikt worden voor andere flesjes: Bochon, Cassis, Bochon fleurs de pommier, Leur Ames (D'Orsay).
Lalique heeft verder een of meerdere flacons ontworpen voor d'Herraud, Forvil, Grése, Molinard, Jay Thorpe, Arys, Corday, Morabito, Raphael, Godet, Vigny, Haubigant, Roger et Gallet en Gres.

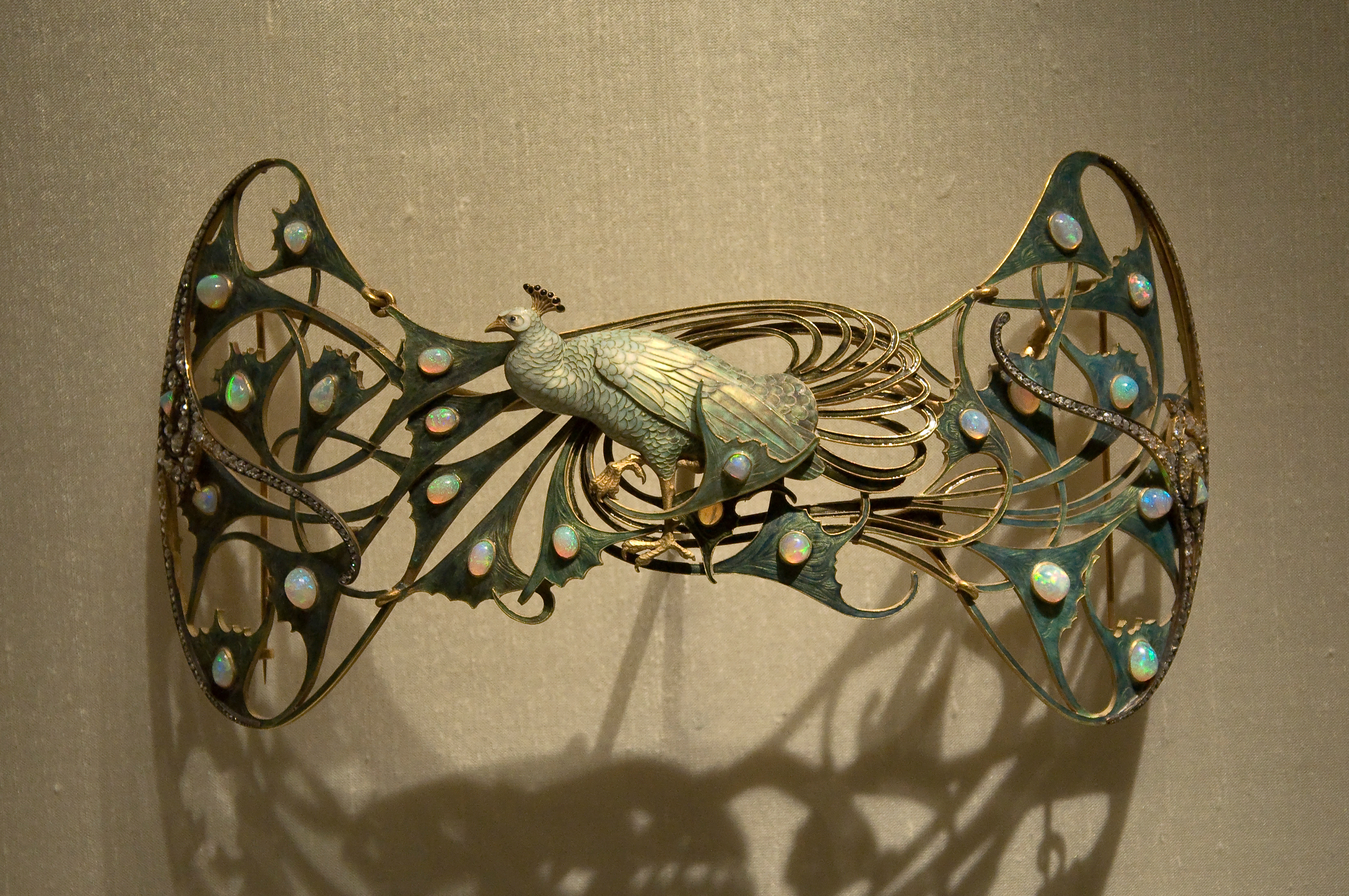
Broche in het museu Calouste Gulbenkian
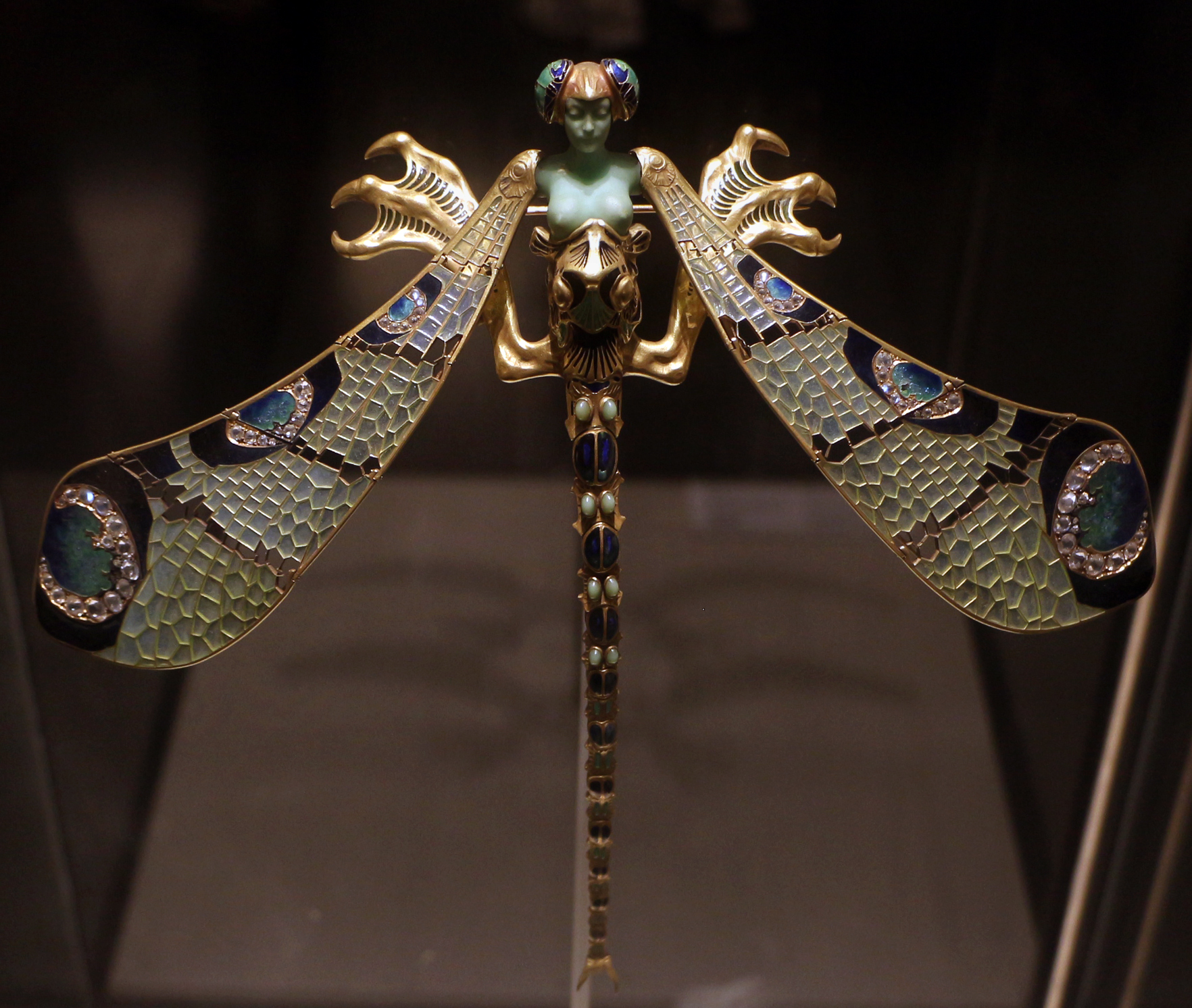
Libelvrouw in het museu Calouste Gulbenkian

## Glas
In 1922 opende Lalique een glasfabriek, Verrerie d'Alsace, op in Wingen-sur-Moder in Elzas. Op het hoogtepunt had dit bedrijf meer dan 600 werknemers in dienst. Na zijn dood bracht zijn zoon Marc Lalique de productie van de fabriek, die tijdens de Tweede Wereldoorlog gesloten was, weer op gang.
Lalique maakte in 1929 glazen panelen voor de Oriënt-Express en ramen voor de Sainte-Nicaise in Reims. Voor de St Matthew's Church in Millbrook op Jersey (The Glass Church) maakte hij een glazen interieur. In de kerk bevinden zich onder andere een glazen doopvont en vier enorme glazen engelen. Ook de plafondbalken zijn gemaakt van glas.

## Onderscheidingen
In 1900 werd Lalique benoemd tot officier in het Legioen van Eer.

## Privéleven
Lalique werd geboren in Aÿ in de Champagnestreek als zoon van Auguste-Jules Lalique en Olympe Berthellemy. Hij groeide op in Parijs maar bracht als kind zijn vakanties door in Aÿ bij zijn grootouders langs moeders kant. Hij erfde later hun huis en hield dit in zijn bezit tot zijn dood. In 1920 ging Lalique met zijn gezin wonen in Wingen-sur-Moder in de Vogezen in een villa die hij zelf had ontworpen.

## Werk in openbare collecties (selectie)
- Hessisches Landesmuseum Darmstadt
- Lalique Museum, Doesburg
- Musée Lalique, Wingen-sur-Moder
- Museu Calouste Gulbenkian, Lissabon[3]
- Rijksmuseum Amsterdam[4]
- Schmuckmuseum Pforzheim
- Victoria and Albert Museum, Londen[5]

## Tentoonstellingen (selectie)
- 2000 - Het versierde ego, het kunstjuweel in de 20ste eeuw, Koningin Fabiolazaal, Antwerpen
- 2014 - Höllenhund und Liebestaube, Tiermythen im Schmuck, Schmuckmuseum Pforzheim
- 2020 - Koninklijk Licht, Lalique Museum Doesburg, Nederland